# Аванпост (телесеріал)
«Аванпост» (англ. The Outpost) — американський драматичний телесеріал розповідає про представницю раси Чорнокровок Талон. Вона шукає вбивць своєї сім'ї, сліди яких ведуть до фортеці, що знаходиться на кордоні населених земель. Прем'єра першого сезону відбулася 10 липня 2018 року на каналі The CW.
9 жовтня 2018 року телеканал The CW продовжив серіал на другий сезон. Прем'єра другого сезону відбулася 11 липня 2019 року. В жовтні серіал було продовжено на третій сезон. Прем'єра третього сезону телесеріалу відбудеться 8 жовтня 2020 року. 7 жовтня 2020 року серіал продовжили на четвертий сезон. У вересні 2021 року серіал було закрито після чотирьох сезонів.

## Сюжет
У центрі сюжету опиняється представниця раси Чорнокровок Талон. Вона шукає вбивць своєї сім'ї, сліди яких ведуть до фортеці, що знаходиться на кордоні населених земель. Під час подорожі дівчина виявляє у себе надприродні здібності, якими їй доведеться опанувати, щоб врятувати себе і захистити світ від фанатичного релігійного диктатора.

## В ролях

### Головний склад
| Актор               | Роль                    |
| ------------------- | ----------------------- |
| Джессіка Грін       | Талон                   |
| Джейк Стормоен      | капітан Гаррет Спірс    |
| Ісоджен Вотерхаус   | Гвен / принцеса Росмунд |
| Ананд Десаї-Барочва | Джанзо                  |
| Ендрю Говард        | маршал Седрик Візерс    |
| Робін Малкольм      | Еліонор                 |
| Кевін Мак-Неллі     | Сміт (епізоди 1-6)      |
| Аарон Фонтейн       | Тобін (сезон 2)         |
| Глайніс Барбер      | Гертруша (2 сезон)      |

### Другорядний склад
| Актор                                             | Роль                                  |
| ------------------------------------------------- | ------------------------------------- |
| Адам Джонсон                                      | Мант                                  |
| Філіп Броді                                       | посол Еверет Дред                     |
| Чаран Прабхакар                                   | Данно (1 сезон)                       |
| Соналі Костілло                                   | Есса Хан                              |
| Елізабет Бвркнер                                  | Ілайн                                 |
| Світлана Мілорадова                               | Свєта                                 |
| Майкл Флінн                                       | генерал Корнеліус Калькусар (1 сезон) |
| Тор Най                                           | Келл                                  |
| Вільям Рубіо                                      | Раель                                 |
| Кокей Фалкоу                                      | Тібурон Шек (1 сезон)                 |
| Бен Рей                                           | солдат                                |
| Лілі Холландер                                    | Ребб (2 сезон)                        |
| Ріс Річі                                          | Зед (2 сезон)                         |
| Елена Гаврілович                                  | Сана Васіч                            |
| Медальон Рахімі (1 сезон) і Аміта Суман (2 сезон) | Ная                                   |

## Сезони
| Сезон | Епізоди | Епізоди | Оригінальний показ | Оригінальний показ |
| Сезон | Епізоди | Епізоди | Перший показ       | Останній показ     |
| ----- | ------- | ------- | ------------------ | ------------------ |
| 1     | 10      | 10      | 10 липня 2018      | 2 жовтня 2018      |
| 2     | 13      | 13      | 11 липня 2019      | 26 вересня 2019    |
| 3     | 13      | 13      | 8 жовтня 2020      | 3 січня 2021       |
| 4     | 13      | 13      | 15 липня 2021      | 7 жовтня 2021      |